# The Jean-Luc Ponty Experience with the George Duke Trio
| Оценки критиков | Оценки критиков |
| Источник        | Оценка          |
| --------------- | --------------- |
| Allmusic        | [ 1 ]           |

The Jean-Luc Ponty Experience with The George Duke Trio — джазовый альбом Жана-Люка Понти, выпущенный в США в 1969 году (см. 1969 год в музыке), на лейбле World Pacific Jazz. Считается одним из самых ранних примеров джаз-фьюжна. Также это был третий по счёту альбом в карьере Джорджа Дюка.

## История
Альбом Jean-Luc Ponty Experience with The George Duke Trio был записан в Голливуде, Калифорния, в середине сентября 1969 года. Ряд джазовых музыкантов ранее экспериментировали с джаз-рок фьюжном, который потом стал популярным в 1970-е годы, но именно Жан-Люк Понти стал одним из первых, который записал всё это на виниле. Для исследования нового направления фьюжна Понти вдохновился Майлзом Дэвисом и стал одним из первых джазовых музыкантов, который применил в записях электрическую скрипку. Позднее, в 1970-е годы, он стал использовать 5- и 6-струнные скрипки и стал первым, кто начал разбавлять звучание скрипки применением MIDI, искаженного сигнала, эффекта фэйзера, и педали Wah-wah.

## Переиздания
- В 1980 и в 1991 годах Jean-Luc Ponty Experience with the George Duke Trio был переиздан на лейбле Pausa Records.
- В 1993 году Jean-Luc Ponty Experience with the George Duke Trio был переиздан на CD лейблом One Way Records[англ.].

## Отзывы на обложке диска
«Жан-Люк Понти — молодое чудо и мой кандидат на звание „Джазмен года“» — Леонард Фэтер, Los Angeles Times
«Жан-Люк Понти своей смесью рока и джаза буквально вызвал электрический озноб по всем стенам клуба Thee Experience.» — Los Angeles Herald Examiner

## Список композиций
1. «Foosh» (George Duke) — 8:48
2. «Pamukkale» (Wolfgang Dauner) — 6:15
3. «Contact» (Jean-Luc Ponty) — 7:03
4. «Cantaloupe Island» (Herbie Hancock) — 8:20
5. «Starlight, Starbright» (Jean-Bernard Eisinger) — 9:00

## Участники записи
Музыканты
- Жан-Люк Понти — электроскрипка
- Джордж Дюк — электрическое фортепиано
- Джон Херд — контрабас
- Дик Берк[англ.] — ударные

Технический персонал
- Дик Бок — продюсер
- Дэвид Бранд — звукоинженер
- L’Goeque — иллюстрации к обложке